# Erbenheim
Erbenheim is een voormalige gemeente en sinds 1928 een deel van Wiesbaden. Het ligt in het oosten van deze stad. Met ongeveer 9.000 inwoners is Erbenheim een van de middelgrote stadsdelen van Wiesbaden. In dit stadsdeel bevindt zich onder andere de vliegbasis van het Amerikaanse leger in Duitsland, tevens het Europese hoofdkwartier van de Amerikaanse landmacht. 
|  |